# Colias pelidne
Colias pelidne is een vlindersoort uit de familie van de Pieridae (witjes), onderfamilie Coliadinae.
Colias pelidne werd in 1830 beschreven door Boisduval & Le Conte.